# Broseley
Broseley is een civil parish in het bestuurlijke gebied Shropshire, in het Engelse graafschap Shropshire met 4929 inwoners.